# بخش مکه (شهرستان ترامپول، اوهایو)
بخش مکه (به انگلیسی: Mecca Township) یک منطقهٔ مسکونی در ایالات متحده آمریکا است که در شهرستان ترامبل، اوهایو واقع شده‌است.
 بخش مکه ۶۹٫۳ کیلومتر مربع مساحت و ۲٬۸۲۹ نفر جمعیت دارد و ۲۹۲ متر بالاتر از سطح دریا واقع شده‌است.